# Sulfluramid
Sulfluramid ist eine chemische Verbindung aus der Gruppe der Sulfonsäureamide und der per- und polyfluorierten Alkylverbindungen (PFAS), die als Insektizid wirksam ist. Sie wird überwiegend zu Perfluoroctansulfonat (PFOS) abgebaut, kann aber auch in PFOA umgewandelt werden.

## Gewinnung und Darstellung
Sulfluramid wird durch Reaktion von Perfluoroctansulfonylfluorid und Ethylamin hergestellt.

## Verwendung
Die Verbindung wird in Köderdosen zur Bekämpfung von Ameisen, Kakerlaken und Termiten eingesetzt.

## Zulassung
Sulfluramid ist nicht in Pflanzenschutzmitteln enthalten, die in Deutschland, Österreich oder der Schweiz zugelassen sind. In der Pflanzenschutzmittel-Datenbank der EU gibt es keinen Eintrag zu dieser Verbindung. Vielmehr unterliegt es in der EU (Verordnung (EU) 2019/1021) und in der Schweiz (Chemikalien-Risikoreduktions-Verordnung) einem weitreichenden Verbot, da Sulfluramid unter die Definition „Perfluoroctansulfonsäure und ihre Derivate (PFOS) C8F17SO2X (X = OH, Metallsalze (O−M+), Halogenide, Amide und andere Derivate einschließlich Polymere)“ fällt. Die Verwendung in Insektenködern zur Bekämpfung von Blattschneideameisen der Gattungen Atta spp. und Acromyrmex spp. in der Landwirtschaft wurde im Stockholmer Übereinkommen ausgenommen.
Die letzten Produkt-Zulassungen in den USA liefen Ende 2012 aus, die Abverkaufsfristen endeten Ende 2013. In Brasilien wird Sulfluramid weiter eingesetzt. Die Jahresproduktion stieg von rund 30 Tonnen im Jahr 2003 auf 60 Tonnen im Jahr 2013 an.

Biotransformation von Sulfluramid via FOSA zu PFOS